# Ла-Шапель-Фоше
Ла-Шапе́ль-Фоше́ (фр. La Chapelle-Faucher) — коммуна во Франции, находится в регионе Аквитания. Департамент — Дордонь. Входит в состав кантона Брантом. Округ коммуны — Нонтрон.
Код INSEE коммуны — 24107.

## География

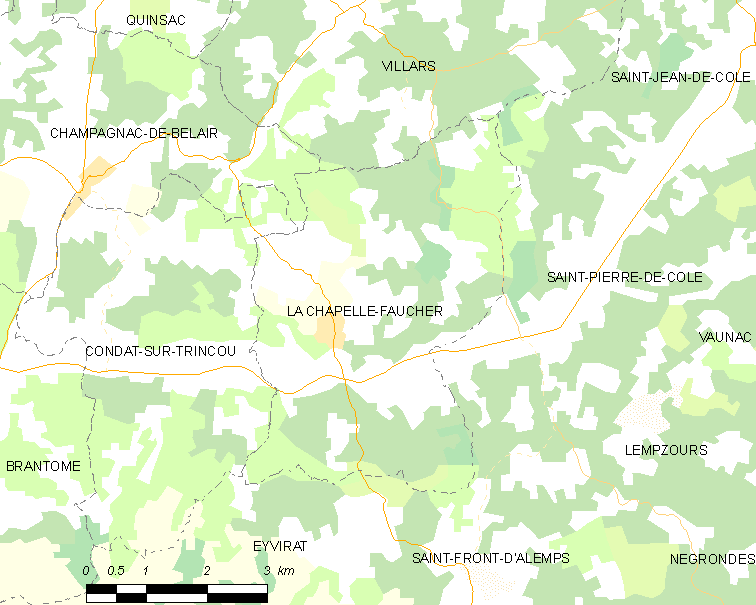
Карта коммуны

Коммуна расположена приблизительно в 410 км к югу от Парижа, в 120 км северо-восточнее Бордо, в 21 км к северу от Перигё.
По территории коммуны протекает река Коль.

### Климат
Климат умеренный океанический со средним уровнем осадков, которые выпадают преимущественно зимой. Лето здесь долгое и тёплое, однако также довольно влажное, здесь не бывает регулярных периодов летней засухи. Средняя температура января — 5 °C, июля — 18 °C. Изредка вследствие стечения неблагоприятных погодных условий может наблюдаться непродолжительная засуха или случаются поздние заморозки. Климат меняется очень часто, как в течение сезона, так и год от года.

## Население
Население коммуны на 2010 год составляло 394 человека.
| 1962 | 1968 | 1975 | 1982 | 1990 | 1999 | 2010 |
| ---- | ---- | ---- | ---- | ---- | ---- | ---- |
| 464  | 477  | 478  | 445  | 398  | 400  | 394  |

## Администрация
| Период | Период | Фамилия         | Партия        | Примечания                      |
| ------ | ------ | --------------- | ------------- | ------------------------------- |
| 1947   | 1962   | Антуан Дебор    |               |                                 |
| 1962   | 1977   | Фернан Гантей   |               |                                 |
| 1977   | 2001   | Жан Брюдьё      |               |                                 |
| 2001   | 2020   | Кристиан Мазьер | Разные правые | генеральный советник, пенсионер |

## Экономика
В 2010 году среди 233 человек трудоспособного возраста (15-64 лет) 159 были экономически активными, 74 — неактивными (показатель активности — 68,2 %, в 1999 году было 65,4 %). Из 159 активных жителей работали 147 человек (82 мужчины и 65 женщин), безработных было 12 (3 мужчин и 9 женщин). Среди 74 неактивных 12 человек были учениками или студентами, 31 — пенсионерами, 31 были неактивными по другим причинам.

## Достопримечательности
- Замок Ла-Шапель-Фоше[фр.] (XIII век). Исторический памятник с 2001 года[5]
- Монастырь Нотр-Дам-де-Пюимартен (XII век). Исторический памятник с 1948 года[6]
- Церковь Нотр-Дам (XII век). Исторический памятник с 1938 года[7]
- Романская церковь (XII век). Исторический памятник с 1948 года[8]
- Православная церковь Св. Троицы
- Руины часовни Св. Роха

## Фотогалерея

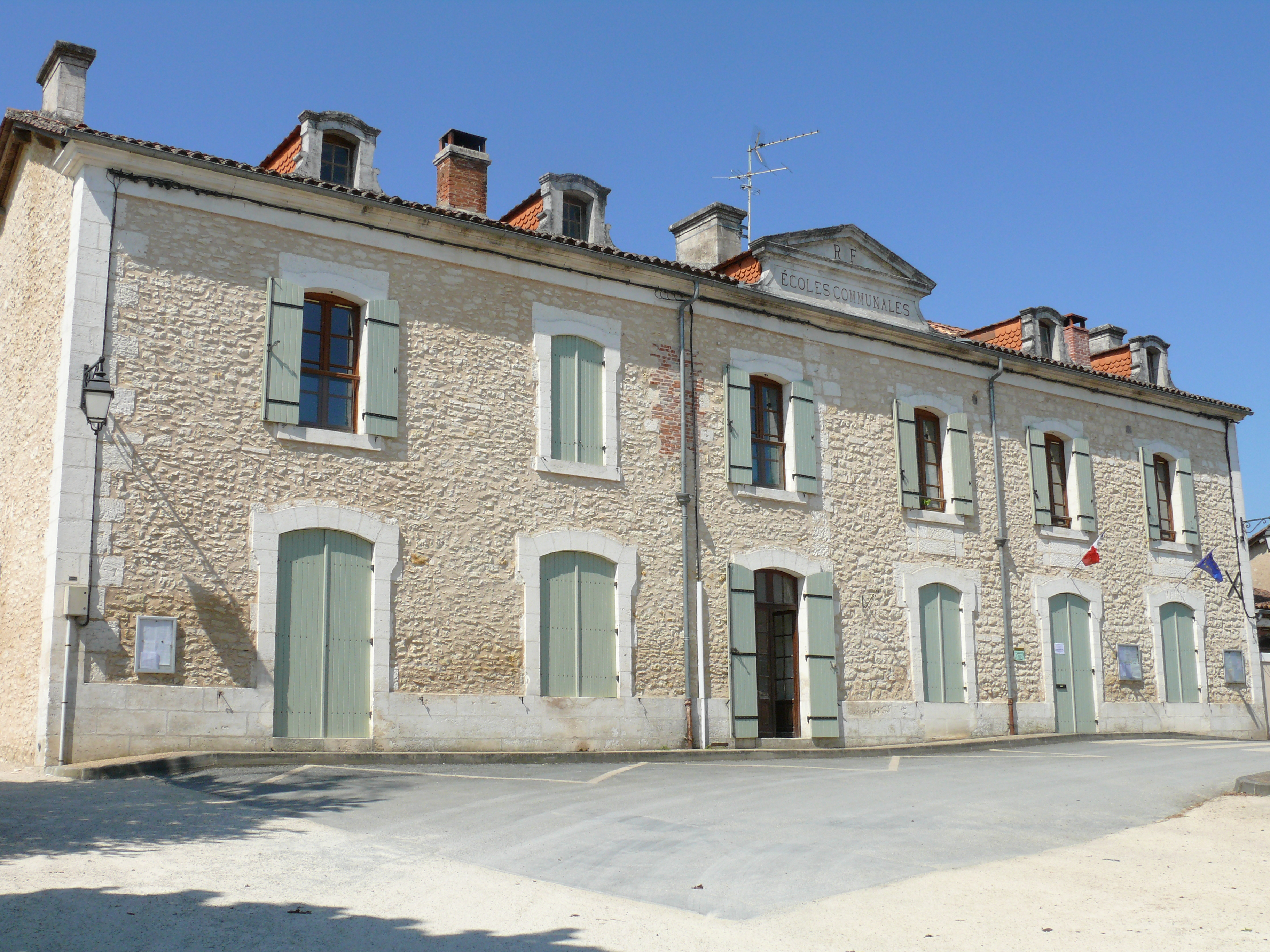
Мэрия и школа
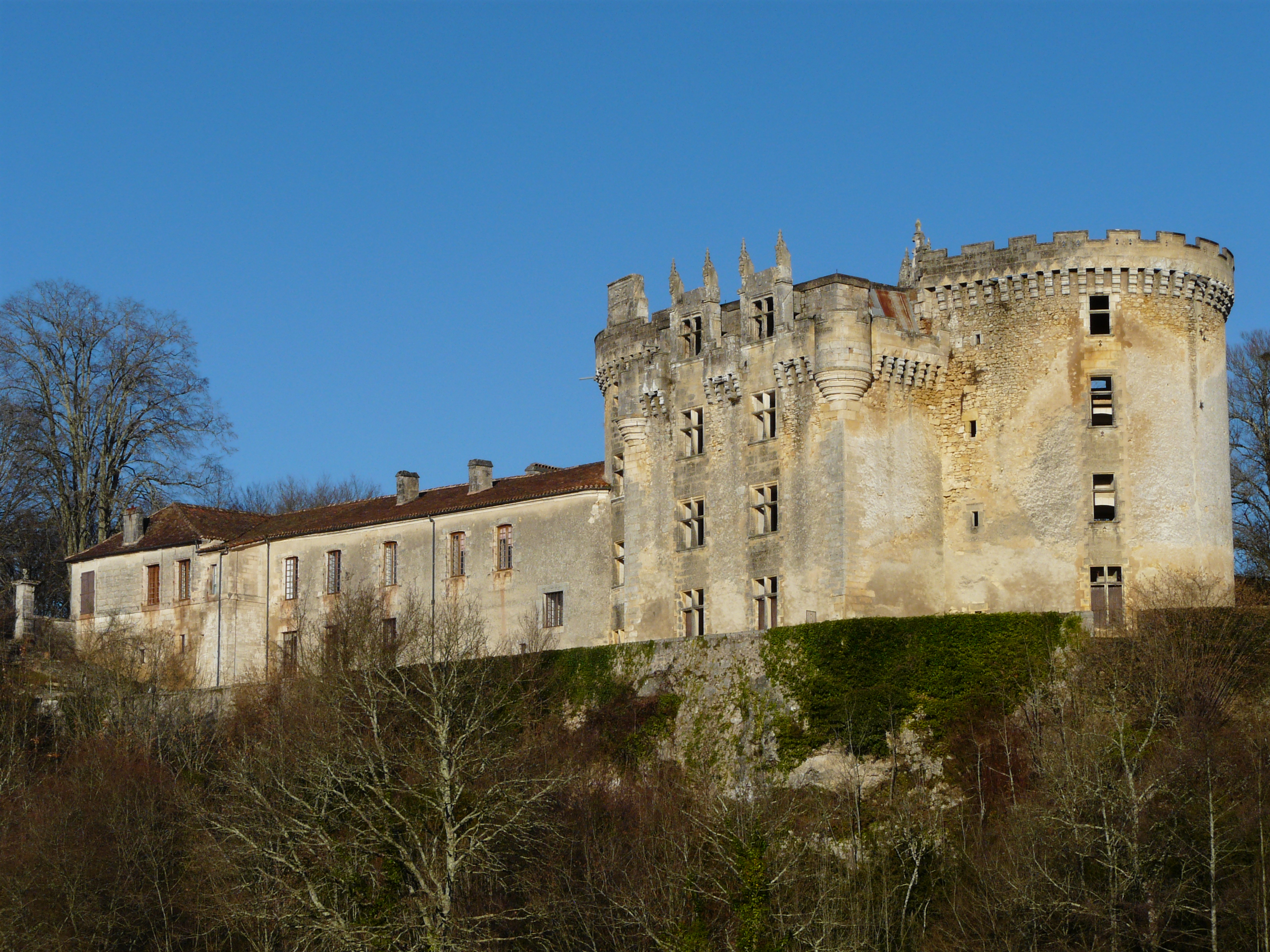
Замок Ла-Шапель-Фоше
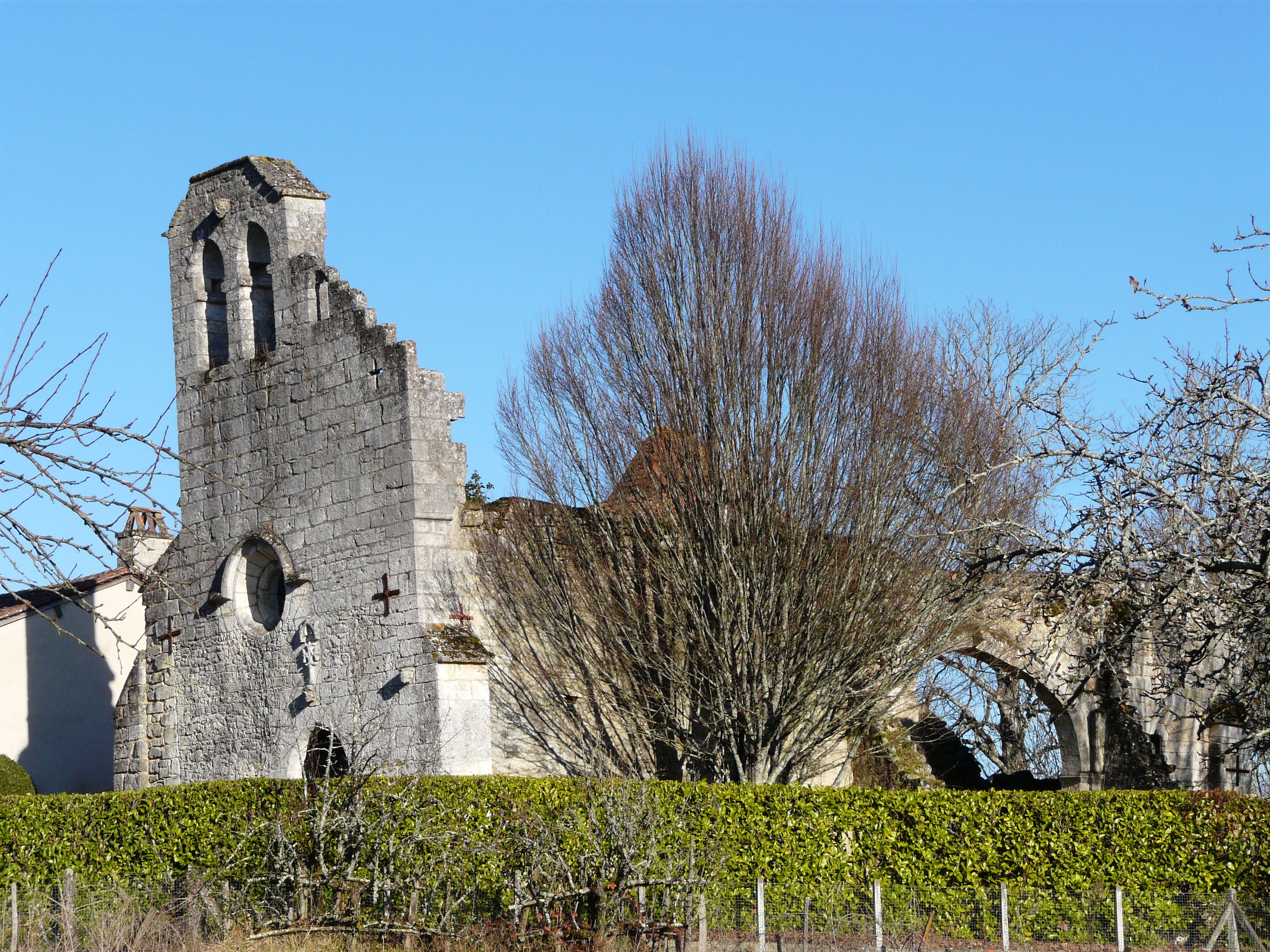
Монастырь Нотр-Дам-де-Пюимартен
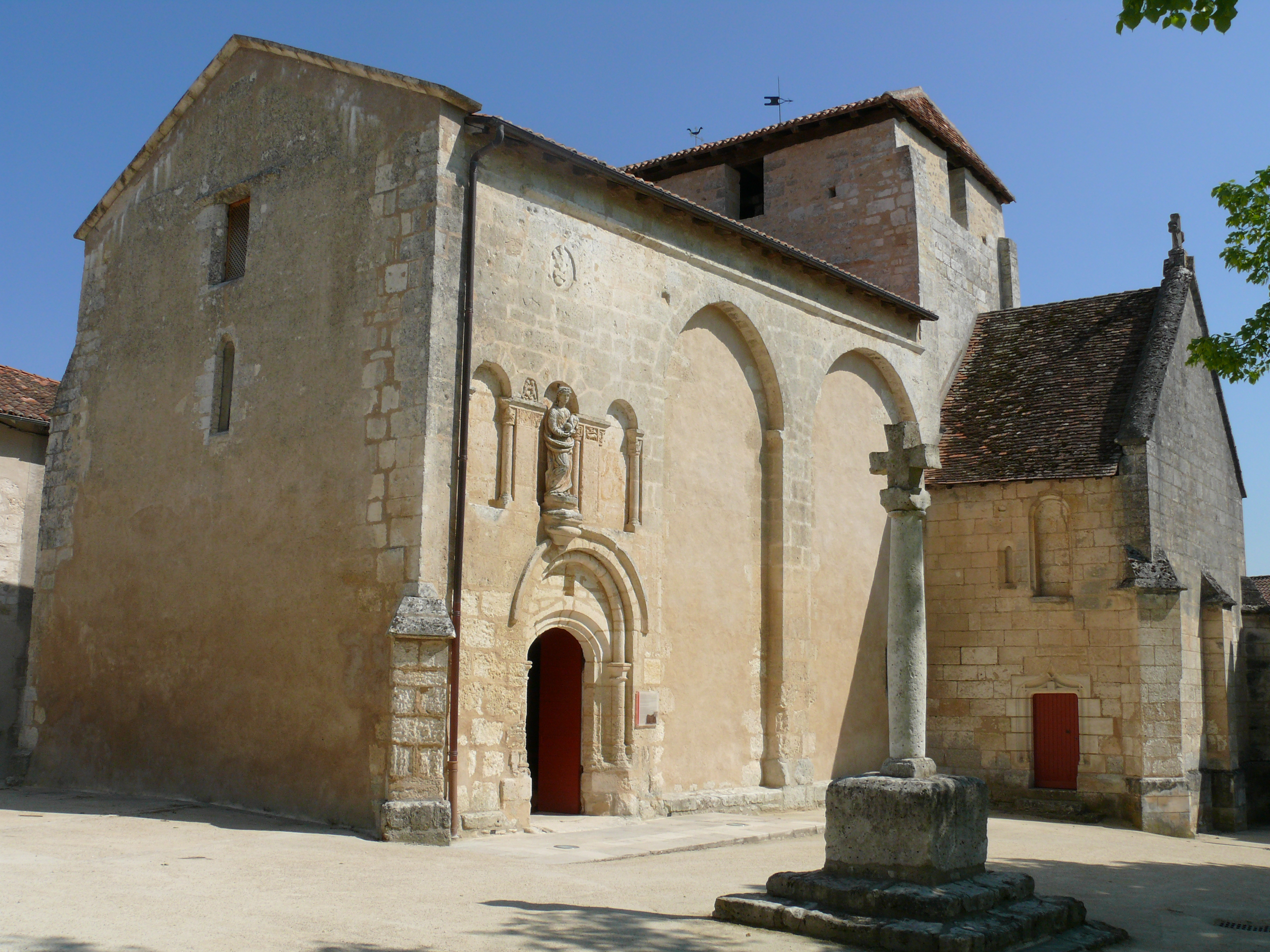
Церковь Нотр-Дам
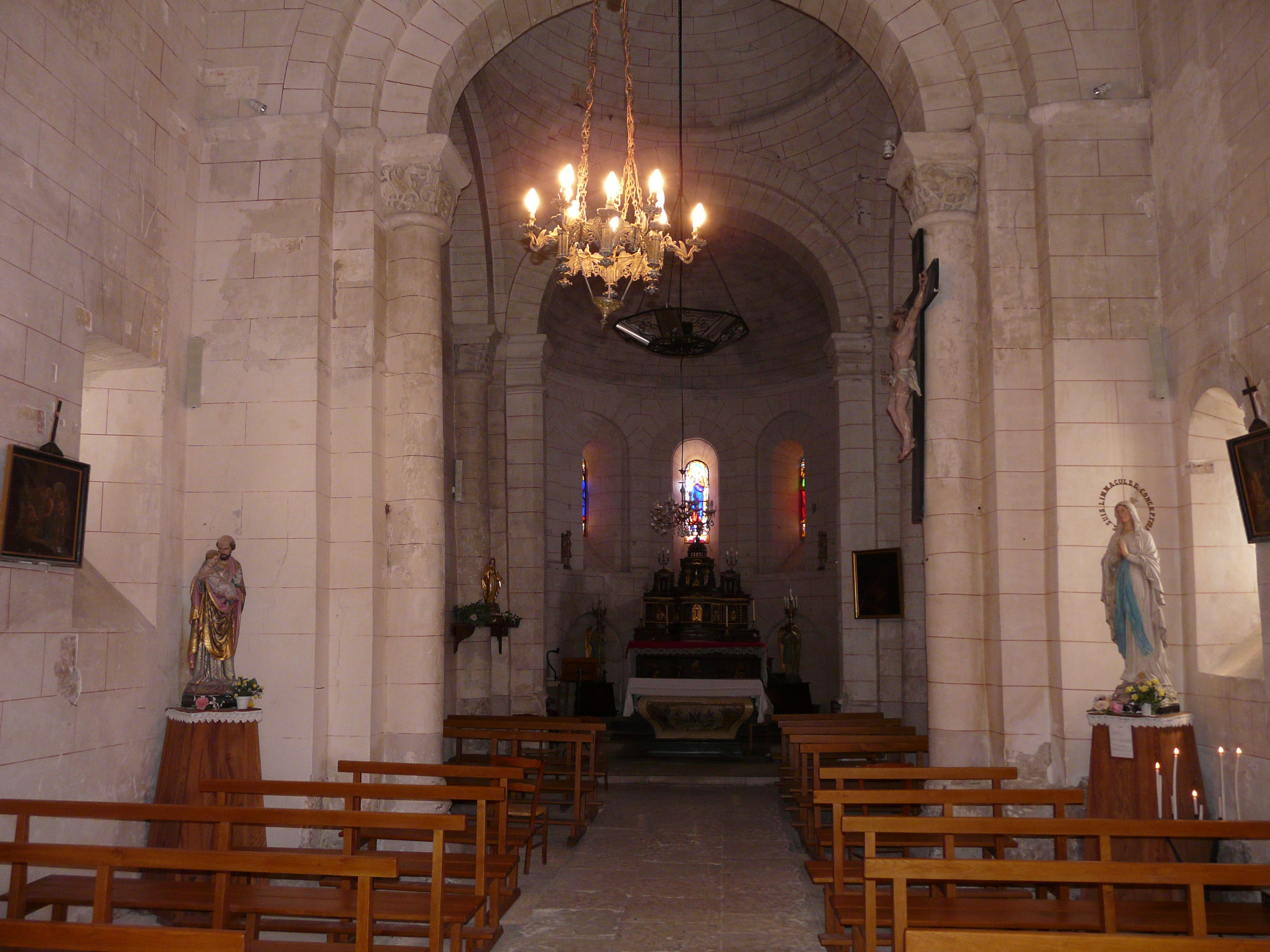
Интерьер церкви Нотр-Дам
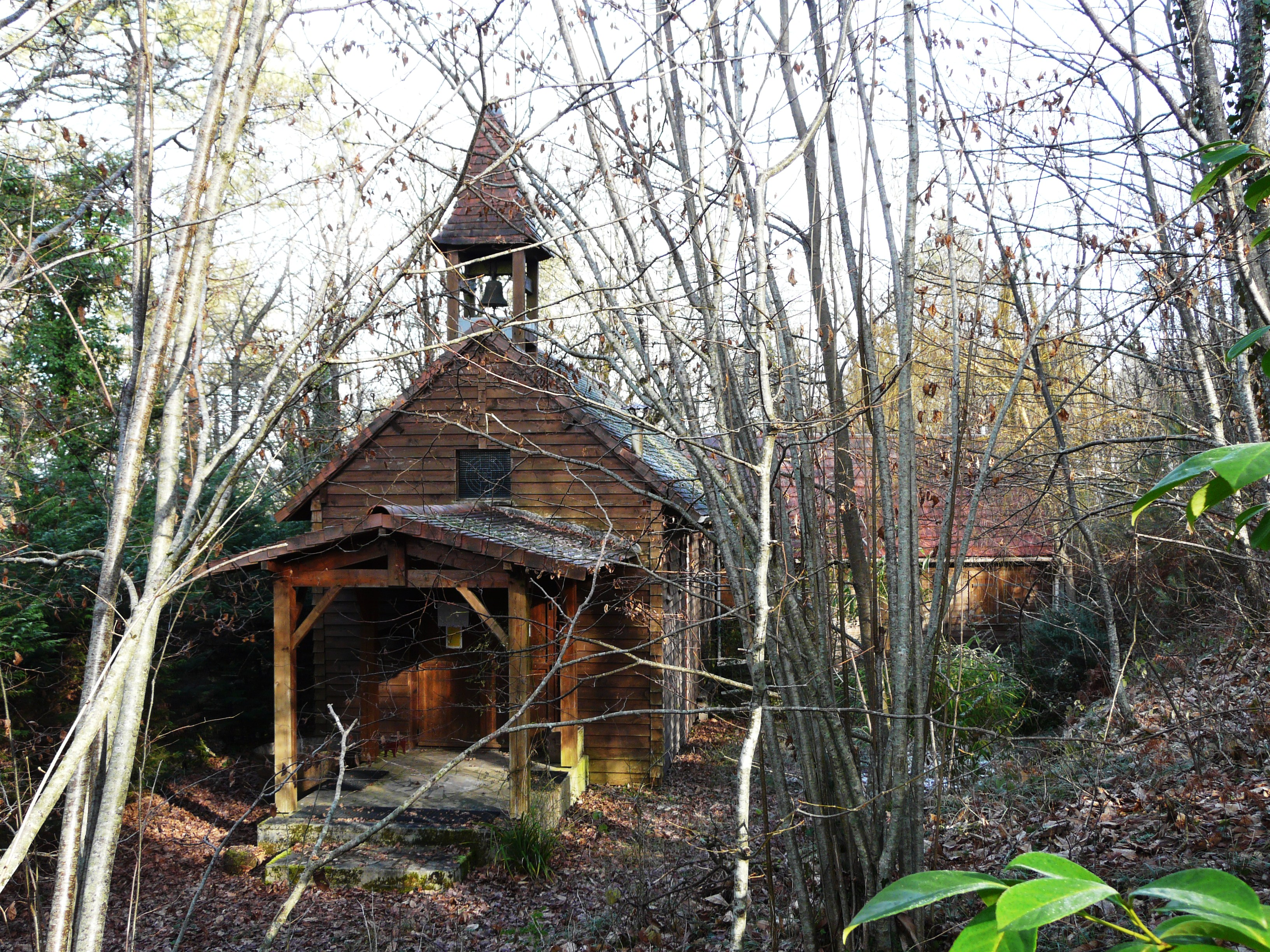
Церковь Св. Троицы
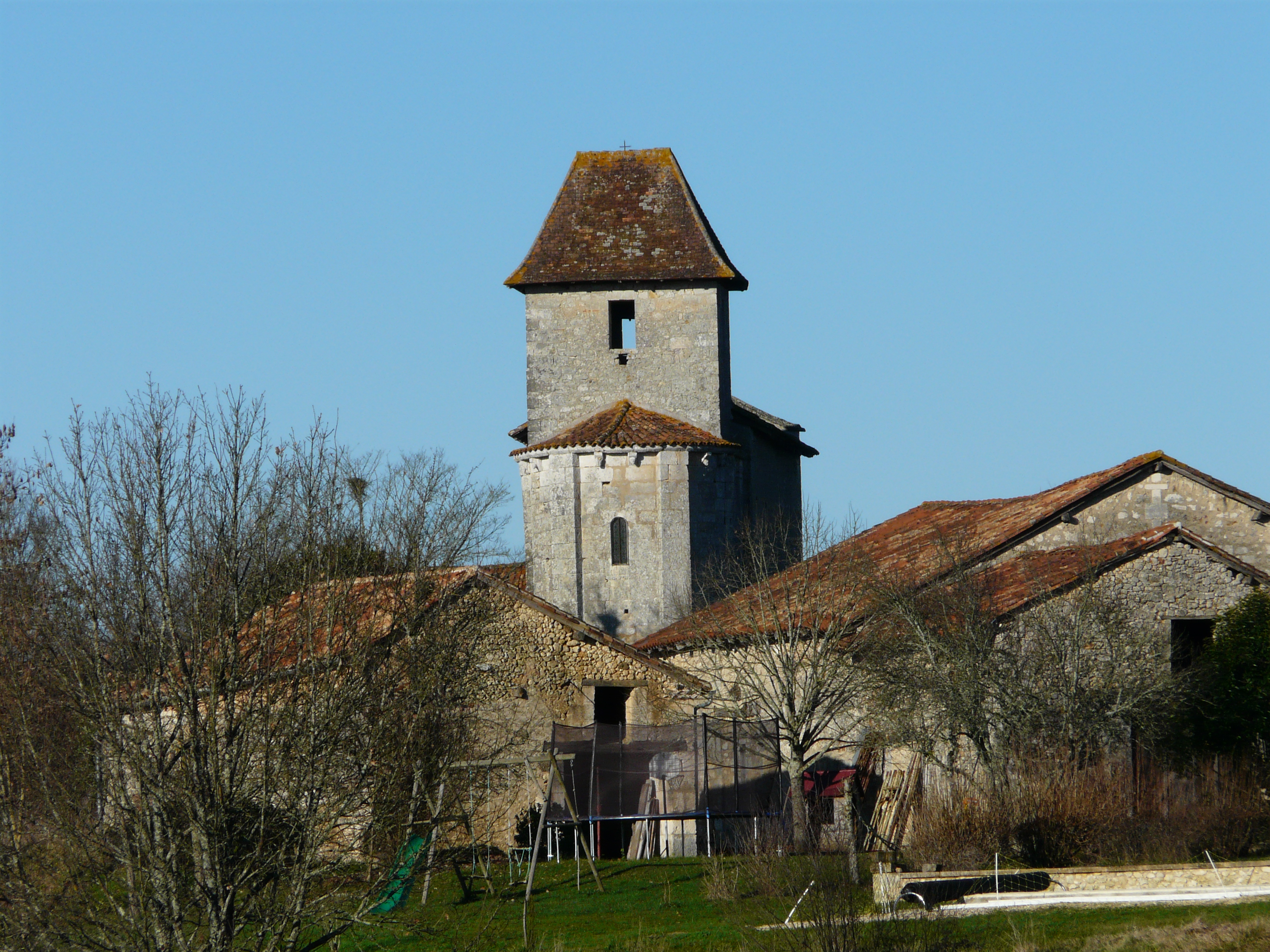
Романская церковь
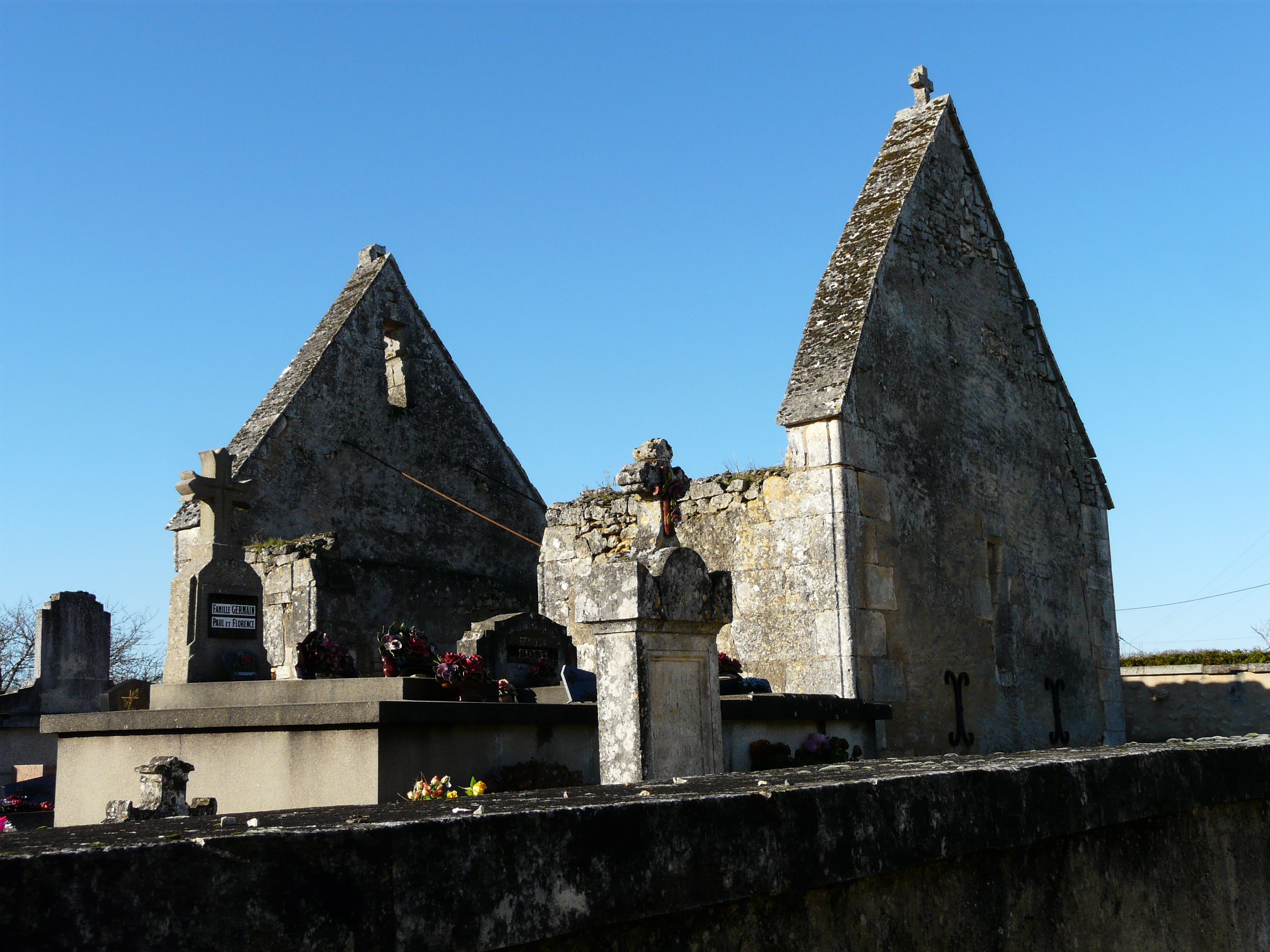
Часовня Св. Роха
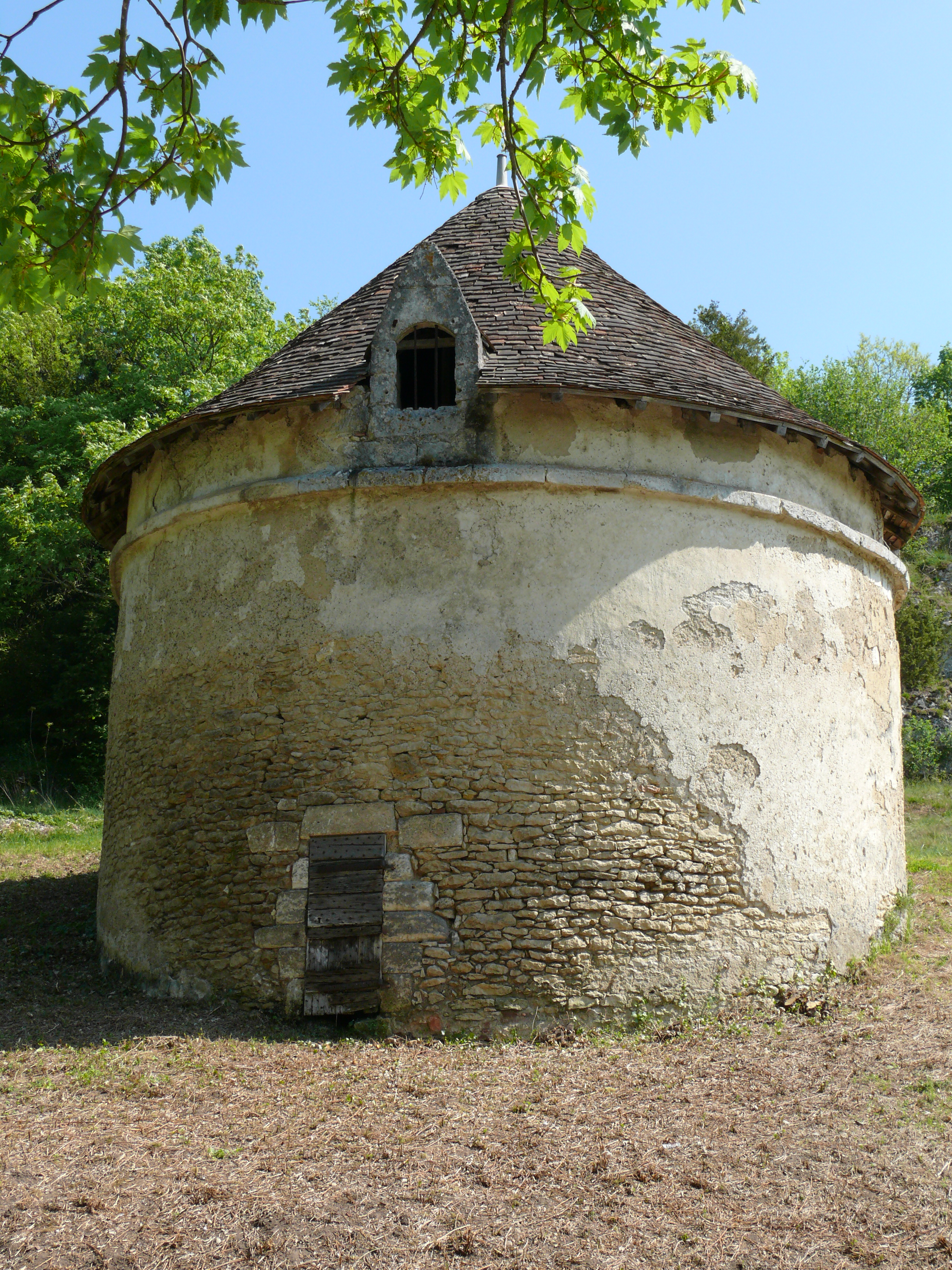
Голубятня
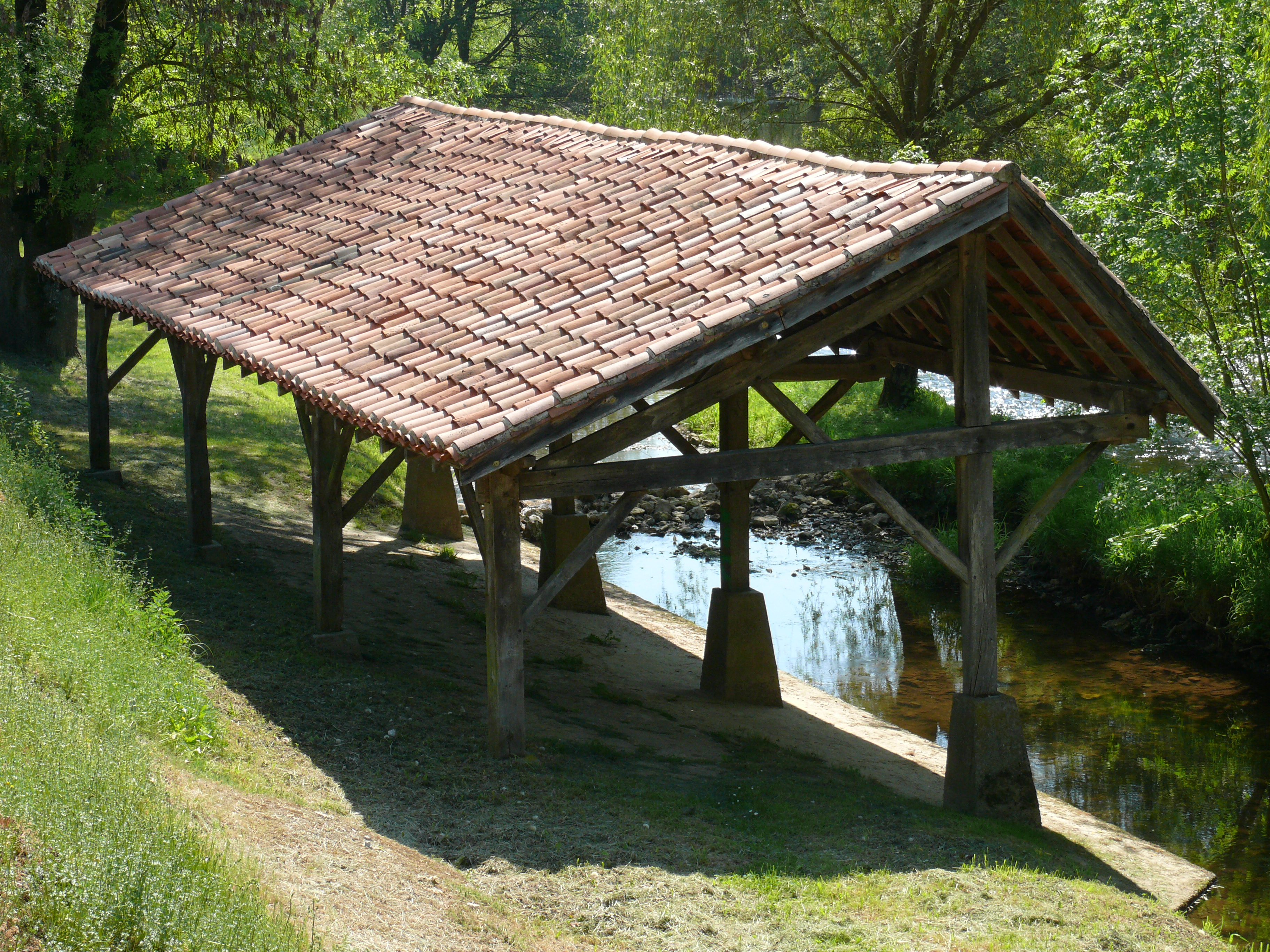
Общественная прачечная
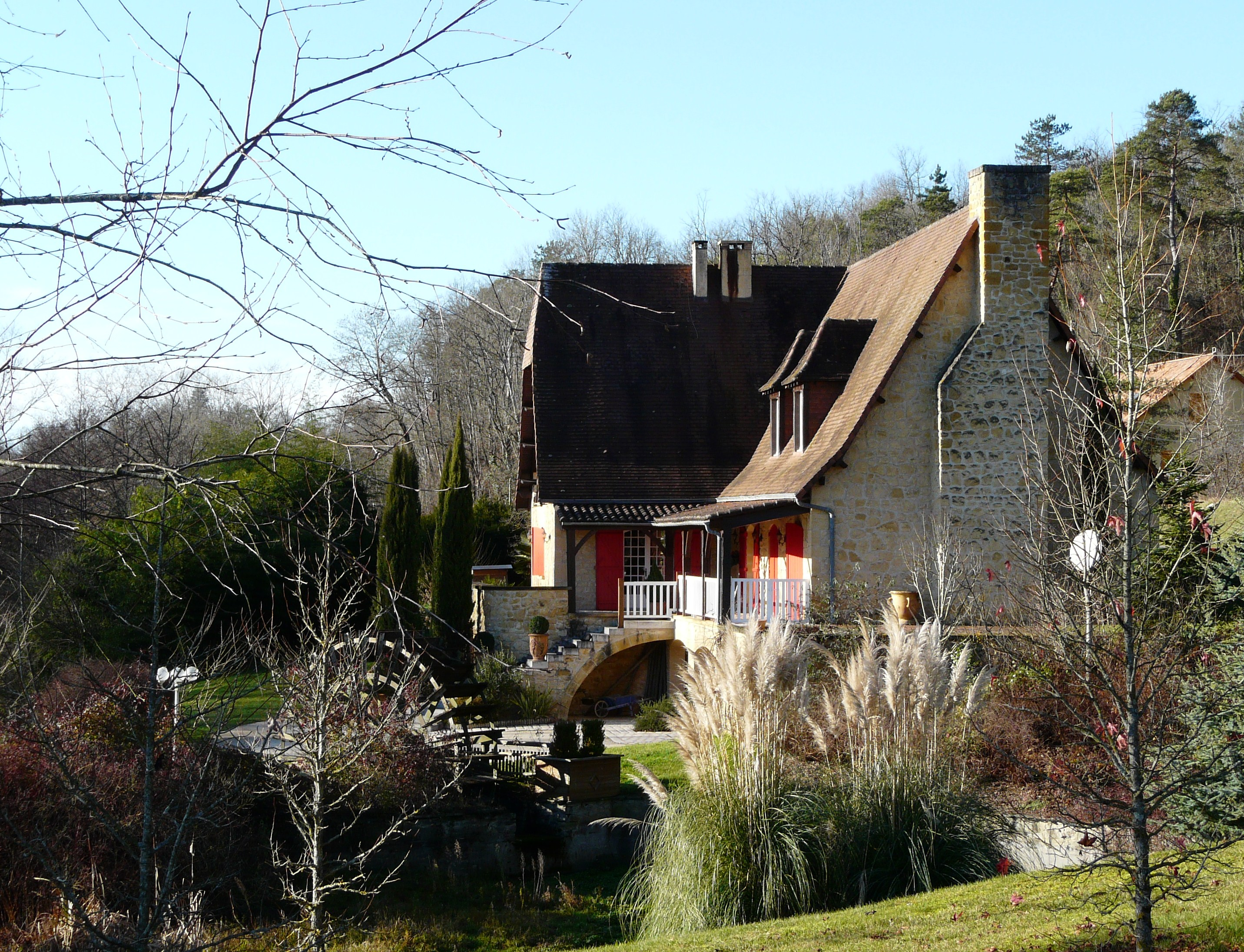
Водяная мельница Ла-Фон
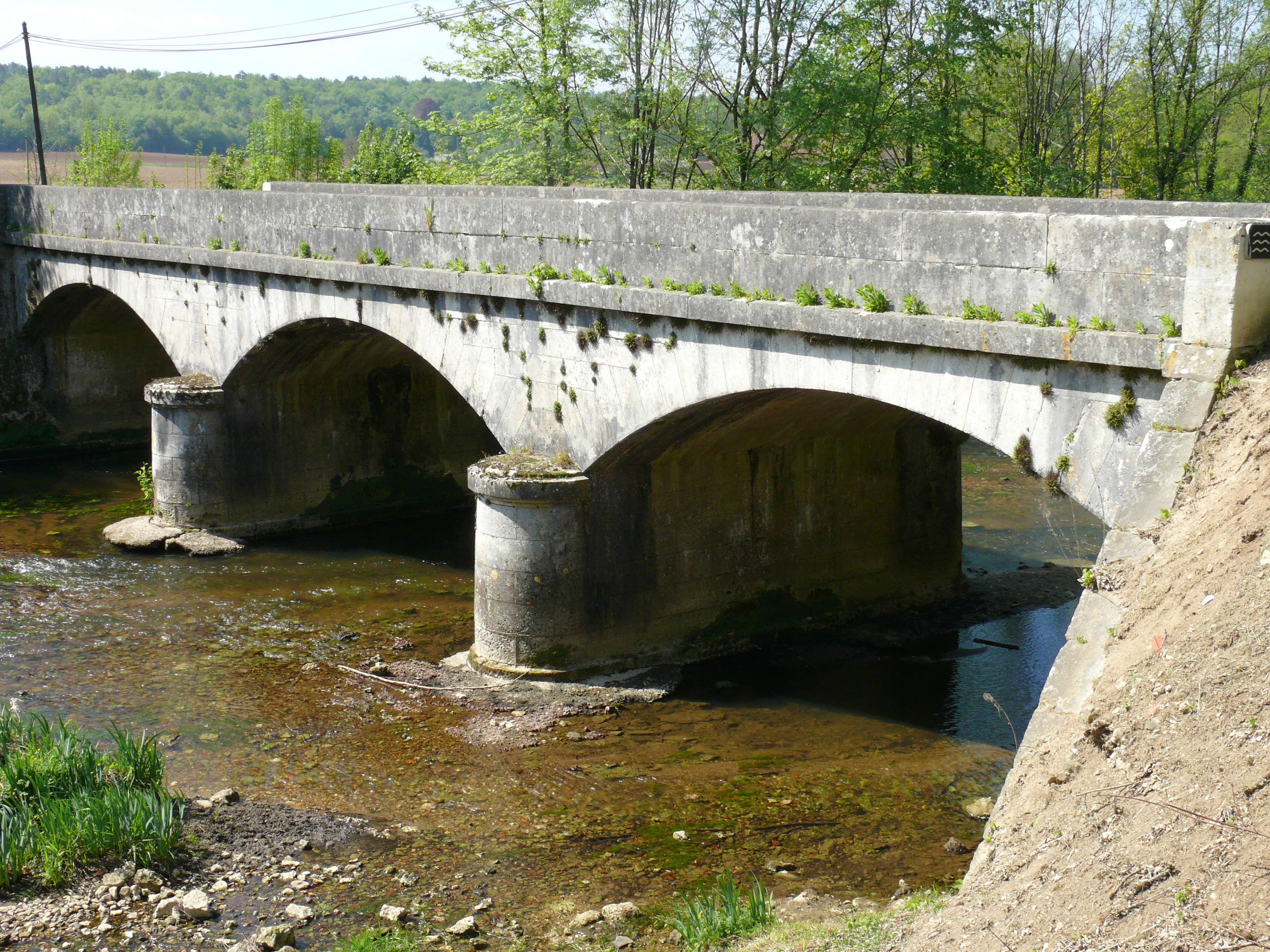
Мост через реку Коль
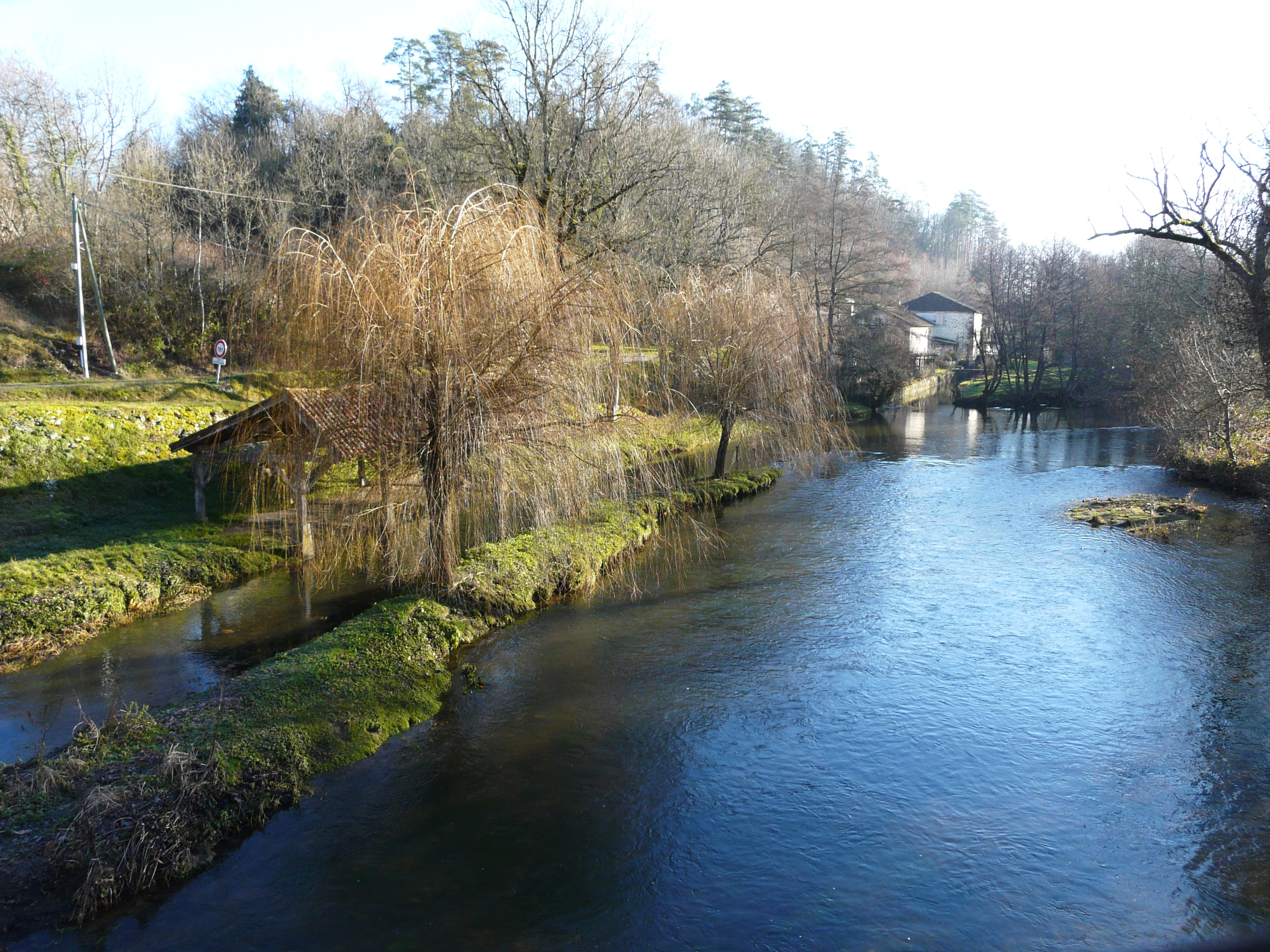
Река Коль